# توتنهام هوتسبير موسم 2011–12
كان موسم 2011–12 هو الموسم العشرين لتوتنهام هوتسبير في الدوري الإنجليزي الممتاز والموسم الرابع والثلاثين على التوالي في الدرجة الأولى من نظام الدوري الإنجليزي لكرة القدم.
شهدت الحملة ظهور توتنهام العاشر في الدوري الأوروبي (كأس الاتحاد الأوروبي سابقًا)، ودخل جولة التصفيات المؤهلة بسبب احتلاله المركز الخامس في موسم الدوري الإنجليزي الممتاز 2010–11. وصلوا إلى مرحلة المجموعات بعد هزيمة هارتس في مباراتين، لكنهم احتلوا المركز الثالث في مجموعتهم وبالتالي لم يتمكنوا من التأهل إلى مراحل خروج المغلوب في البطولة. ودخل النادي كأس الرابطة في الجولة الثالثة وخسر أمام ستوك سيتي بركلات الترجيح، وكذلك كأس الاتحاد الإنجليزي حيث وصل إلى الدور نصف النهائي لكنه هزم 5–1 أمام تشيلسي.
أنهى توتنهام الموسم في المركز الرابع بعد أن احتل المركز الثالث لأغلب فترات الموسم. كانت مباراتهم الأخيرة في موسم الدوري الإنجليزي الممتاز هي الفوز 2–0 على فولهام. 
كان هذا هو الموسم الأول الذي لم يشارك فيه روبي كين منذ موسمي 2001–02 و2008–09، والذي رحل للانضمام إلى لوس أنجلوس غلاكسي، على الرغم من عودة كين في فترته الثانية من ليفربول خلال الموسم التالي.